# Vermählung Mariä (Raffael)

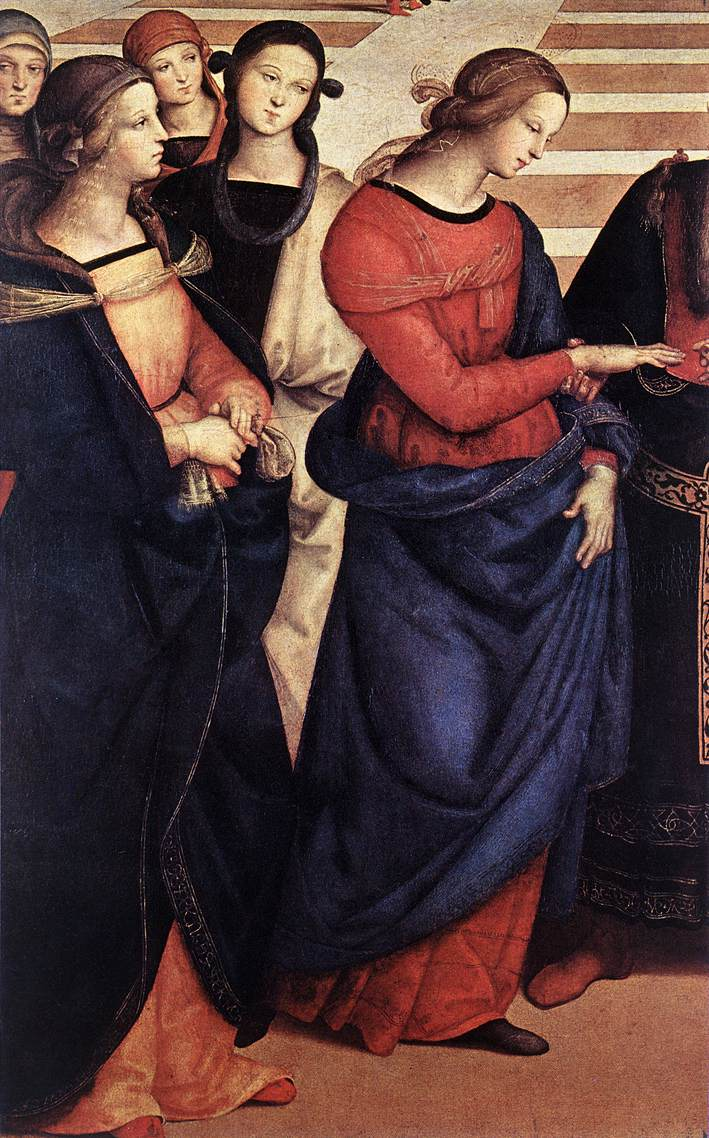
Detail

Die Vermählung Mariä ist ein Gemälde von Raffael. In der Literatur wird es auch Vermählung Mariens genannt, in Italien üblich und in kunstgeschichtlichen Darstellungen häufig zu finden ist die Bezeichnung Sposalizio. Geschaffen wurde es in der Stilepoche der Renaissance am Anfang des 16. Jahrhunderts. Das Bild gilt als Raffaels erstes Meisterwerk, mit dem er seinen Lehrer Perugino übertraf. Es ist mit Ölfarbe auf einer Holztafel in Format 120,6 × 174 cm ausgeführt und schließt im oberen Teil bogenförmig ab. Umfasst wird es von einem unregelmäßigen, circa 3 cm breiten Holzrand, der durch den Falz der Rahmenleiste abgedeckt wurde. Die bemalte Fläche beträgt 113,2 × 168,2 cm.
Das Gemälde befindet sich seit 1815 in der Pinacoteca di Brera in Mailand.

## Entstehung
Der zum Zeitpunkt der Entstehung des Gemäldes erst im 21. Lebensjahr stehende Raffael erbte die Werkstatt seines Vaters Giovanni Santi im Alter von elf Jahren und war von etwa 1499 bis 1504 ein Schüler Peruginos. In dieser Phase wurde er von Künstlern wie Luciano da Laurana und Melozzo da Forlì beeinflusst. Zudem hatte er wohl Kontakt zu Pinturicchio; unklar ist allerdings, ob dieser auch seine Malerei beeinflusste. Die "Vermählung Mariä" ist das dritte Bild nach dem Christus am Kreuz (heute in London) und der Krönung Mariä (heute im Vatikan), in dem eine Lösung seines Malstils von dem Peruginos festzustellen ist. Nur langsam fand Raffael allerdings seinen eigenen, von der Perugino-Schule unterscheidbaren Stil.
Etwa zeitgleich oder jedenfalls kurz zuvor schuf Perugino seine eigene Darstellung des Themas, die Vermählung Mariä. Wegen desselben Motivs und der gleichen Herangehensweise einerseits und der unterschiedlichen Details andererseits lässt sich nachvollziehen, wie Raffael allmählich seinen eigenen Weg fand und entwickelte. Er schuf das Werk ursprünglich für eine Kirche in Città di Castello bei Perugia als eines von drei Altarbildern, die dort von unterschiedlichen geistlichen Orden bestellt worden waren.

## Das Motiv

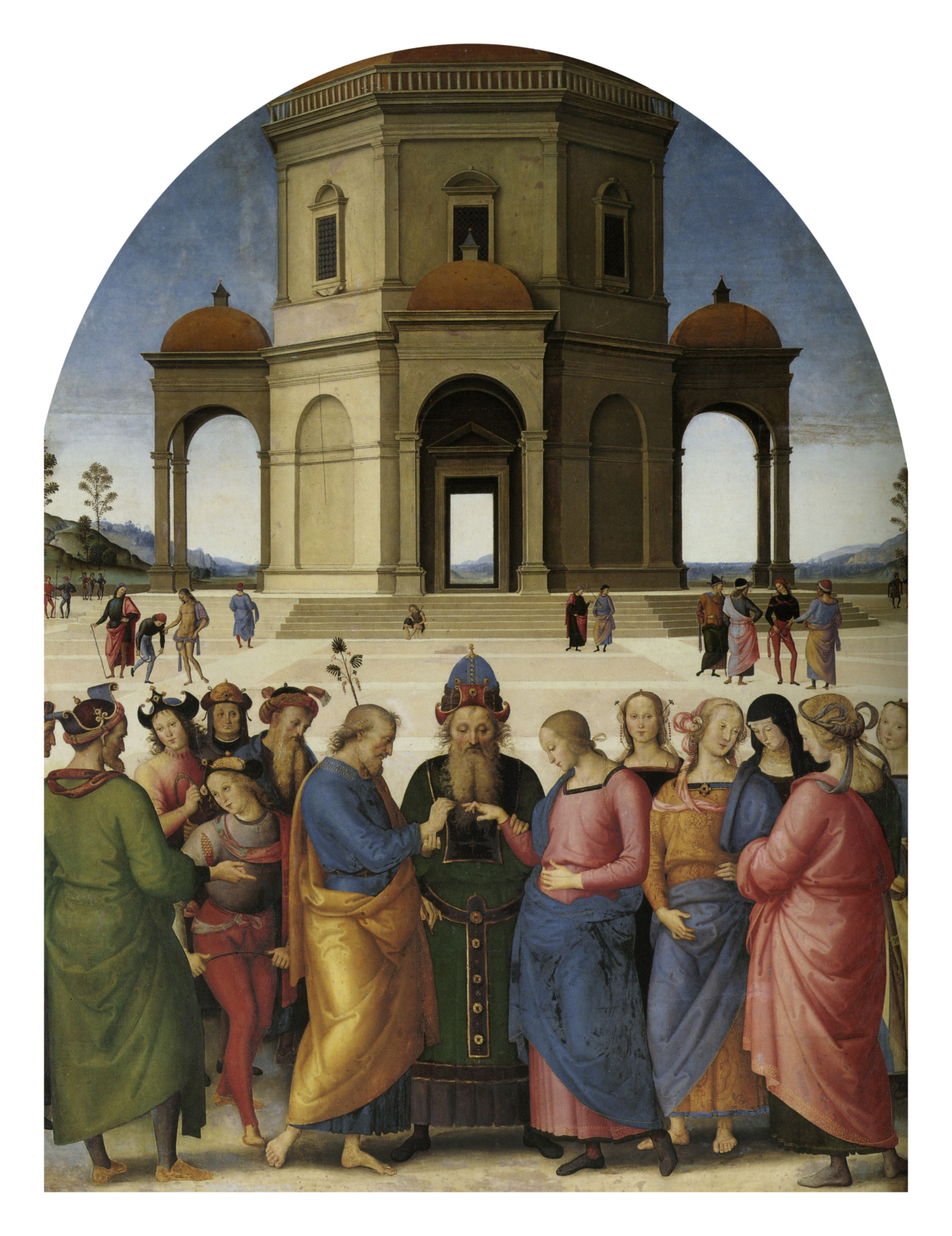
Das Gemälde von Perugino von (Sposalizio della Vergine) 1502 war vermutlich Vorbild

Über die Vermählung Mariens berichtet das apokryphe Protoevangelium des Jakobus.

„Als sie zwölf Jahre alt wurde, berieten sich die Priester und sprachen: ‚Seht, jetzt ist Maria im Tempel des Herrn zwölf Jahre alt geworden. Was sollen wir also mit ihr tun, damit sie das Heiligtum des Herrn, unseres Gottes, nicht unrein macht?‘ Und die Priester sagten zum Hohenpriester: ‚Du stehst am Brandopferaltar des Herrn. Geh hinein und bete für sie! Und das, was dir Gott, der Herr, gegebenenfalls zeigen wird, das wollen wir tun.‘ Der Priester ging im Gewand mit den zwölf Glöckchen in das Allerheiligste hinein und betete für sie. Und siehe, ein Engel des Herrn war da und sprach: Zaccharias, Zaccharias, geh hinaus und lass die Witwer des Volkes zusammenkommen! Jeder soll einen Stab bei sich tragen, und wem Gott, der Herr, ein Zeichen geben wird, dessen Frau soll sie sein‘. Herolde begaben sich in das gesamte Gebiet Judäas, und es ertönte die Posaune des Herrn, und siehe, alle kamen gelaufen. Josef aber legte die Axt beiseite und ging zur Versammlung. Und als sie gekommen waren, begaben sie sich mit ihren Stäben zum Priester. Der Priester nahm ihnen die Stäbe ab, ging in den Tempel hinein und betete. Als er sein Gebet beendet hatte, nahm er die Stäbe, ging hinaus und gab sie ihnen zurück. An keinem aber war ein Zeichen. Den letzten Stab aber bekam Josef. Und siehe, eine Taube kam aus dem Stab heraus und setzte sich auf Josefs Kopf. Da sprach der Priester: ‚Josef, Josef, dir ist die Jungfrau des Herrn zugeteilt. Nimm sie in deine Obhut!‘ Josef erwiderte: ‚Ich habe schon Söhne und bin ein alter Mann, sie aber ist eine junge Frau. Da werde ich doch zum Gespött für die Söhne Israels!‘ Der Priester aber sprach: ‚Josef, fürchte den Herrn, deinen Gott, und denke daran, was Gott Datan, Abiram und Korach angetan hat, wie sich die Erde gespalten und alle verschlungen hat wegen ihres Widerspruchs. Und nun sieh dich vor, Josef, dass dies nicht auch deinem Haus geschehen möge!‘ Und Josef nahm sie voll Furcht in seine Obhut.“

Die Legenda Aurea des Jacobus de Voragine griff das Thema der Vermählung Mariens wieder auf. Der Ring, den Maria von Josef empfangen hatte, soll der Überlieferung nach in San Lorenzo, der Kathedrale von Perugia, verwahrt werden, auch daher waren Darstellungen dieses Themas in der Malerei Umbriens recht häufig.

## Die Darstellung

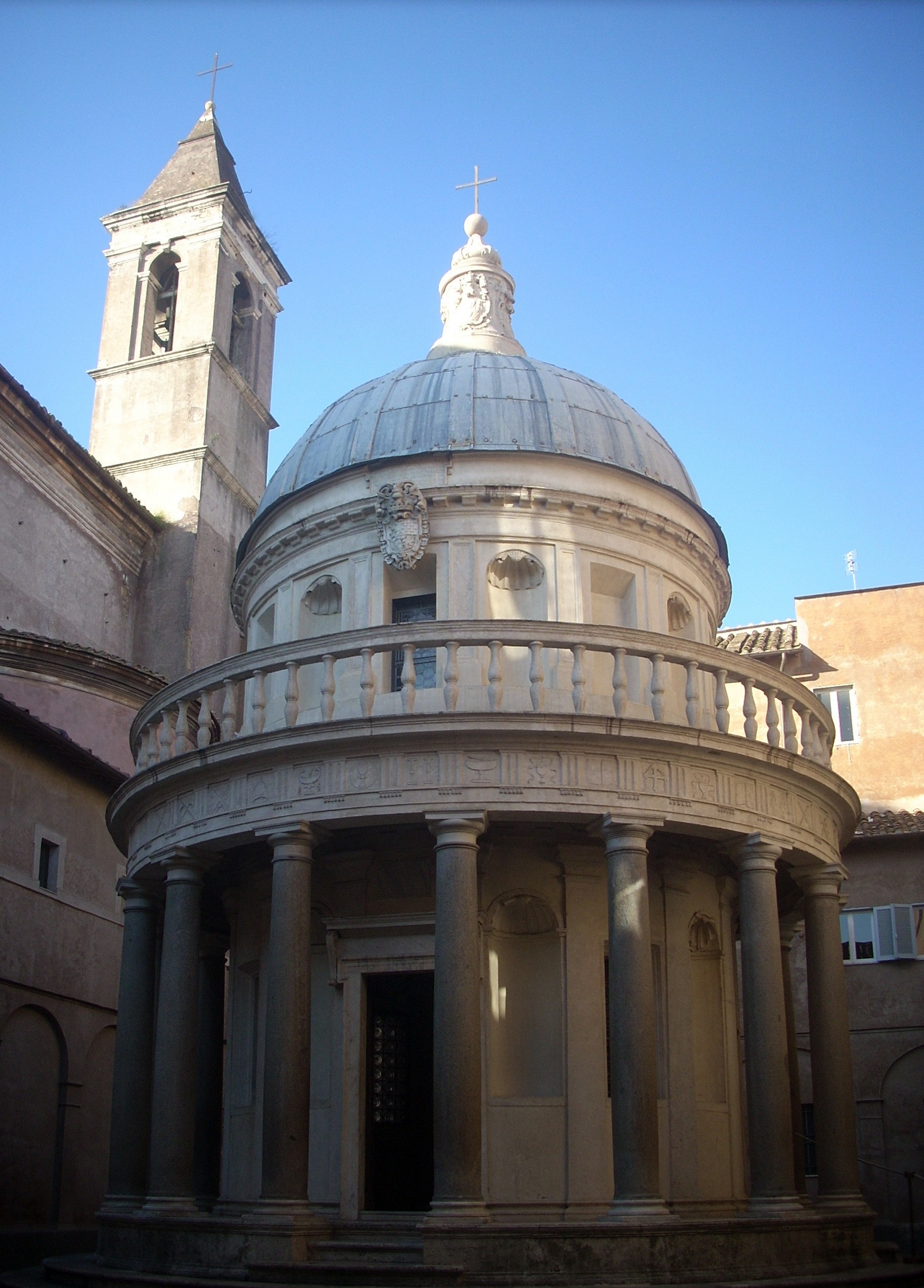
Der Tempel des Bramante, entstanden etwa zeitgleich

Die Grundkomposition des Gemäldes beruht auf der Zentralperspektive, der Fluchtpunkt liegt in den beiden geöffneten Türen des Tempels im Hintergrund. Die Vermählung spielt sich auf einem Platz vor dem Tempel ab, im Hintergrund ist eine weitläufige, hügelige und bewaldete Landschaft zu sehen. Die beiden Gruppen links und rechts des Brautpaares sind in halbkreisförmiger Darstellung gemalt und wiederholen damit im umgekehrten Sinn den Halbkreis der vorderen Tempelfassade. Links der Maria werden fünf der sieben Jungfrauen dargestellt, die mit ihr im Tempel aufwuchsen; die rechte Gruppe zeigt die abgewiesenen Freier. Das Paar ist im Moment der Ringübergabe dargestellt, der Ring befindet sich exakt in der Mitte des Gemäldes. Josef trägt, dem Eidesritus entsprechend, keine Schuhe. Die einzige Figur des Bildes, die in einer Bewegung dargestellt wird, ist der erfolglose Bewerber rechts neben Josef: Er zerbricht aus Enttäuschung über seine Ablehnung seinen Stab an seinem Knie. Das Bild der Frauengruppe auf der linken Seite folgt noch ganz den Traditionen der Perugino-Schule. Bei der rechten Gruppe und in der Darstellung insgesamt ging Raffael jedoch bereits seinen eigenen Weg. Die Darstellung insgesamt gilt als „mit einem Schleier der Schwermut“ gearbeitet.

## Der Tempel im Hintergrund
Besondere Aufmerksamkeit gilt dem Tempel im Hintergrund. Seine Ähnlichkeit mit dem entweder kurze Zeit zuvor oder zeitgleich entstandenen Tempel des Bramante im Hof der Kirche San Pietro in Montorio in Rom ist bemerkenswert. Es ist nicht bekannt, ob Raffael diesen selbst kannte; sicher ist jedoch, dass er damit das aus der Antike stammende und nun wiederentdeckte Motiv eines kuppelüberwölbten Zentralbaus übernahm, welches zu seiner Zeit neue Bedeutung gewann. Raffael signierte sein Werk auf der Vorderseite des Tempels auf dem Architrav des mittleren Segmentes mit „RAPHAEL URBINAS“ – Raffael stammte aus Urbino – und datierte es weiter unten in den Zwickeln des Bogensturzes mit „M“ links und „DIIII“ rechts, also in römischer Schreibweise das Jahr 1504.
Wolfgang Braunfels bemerkt zu diesem Gemälde: „Raffael findet mit der Anordnung der Figuren, ihrer Beziehung zu dem Tempel der oberen Bildhälfte, der rhythmischen, wieder perspektivischen Ordnung, vor allem jedoch mit dem das Ganze beherrschenden Stil für sich jenen neuen Bereich zwischen Früh- und Hochrenaissance, den mit gleicher Präzision von Farben und Figuren sonst nur Giorgione gleichzeitig erreicht hat.“

## Rezeption

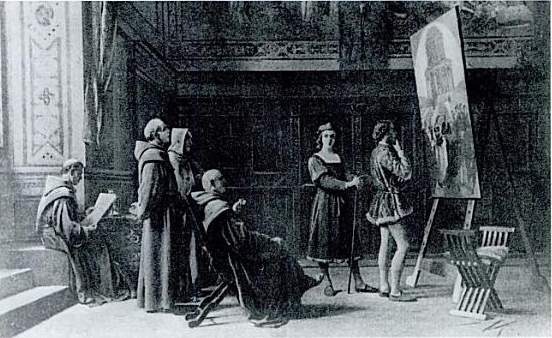
Elia Volpi: Raffael zeigt Fra Tiferno das Gemälde „Vermählung Mariens in der Sakristei von S. Francesco“ (um 1880), Verbleib unbekannt

1622 besichtigte der Perugeser Gelehrte Monsignore Giovanni Battista Lauri (1579–1629) Raffaels Gemälde in der Kirche S. Francesco in Città di Castello und stellte die starke Ähnlichkeit zu Peruginos Vermählung fest. Das Motiv manifestiere in seiner Darstellung des Ringrituals durch den Hohenpriester im Tempel zu Jerusalem eine Verbindung des zeitgenössischen Sakraments der Ehe mit der alten jüdischen Tradition. Der italienische Historienmaler und Kunstsammler Elia Volpi (1858–1938) hielt eine Besichtigung des Gemäldes im Sommer 1621 durch Fra Tiferno in einem Gemälde fest. Raffael, in einem rot-schwarzen Kostüm, steht im Zentrum des Bildes, rechts von ihm, vor der Staffelei, ein Höfling mit pelzbesetztem Wams und blauen Strumpfhosen. Die linke Seite nimmt der sitzende Fra Tiferno ein, der von drei Benediktinermönchen in schwarzen Kutten umgeben wird. Das Gemälde im Format 94 × 132 cm ist rechts unten mit elia volpi Citta di Castello bezeichnet und mit 1881 datiert.

## Das Bild in der Musik
Franz Liszt komponierte 1858 das Klavierstück Sposalizio (Hochzeit der Jungfrau, ein Gemälde von Raphael) das von diesem Bild inspiriert wurde und dessen Namen trägt. Liszt sah das Bild auf seiner Italienreise 1837/38 in der Pinacoteca di Brera in Mailand. Liszts Komposition ist Teil des Klavierzyklus Années de pèlerinage. Deuxième année: Italie.